# Brett Tomko
Brett Daniel Tomko (né le 7 avril 1973 à Euclid, Ohio, États-Unis) est un lanceur droitier de baseball évoluant en Ligue majeure depuis 1997. Il est présentement sous contrat avec les Diamondbacks de l'Arizona.

## Carrière
Brett Tomko a fait ses débuts dans les majeures comme lanceur partant le 27 mai 1997 avec les Reds de Cincinnati. Depuis 2005, il est surtout utilisé comme releveur.
Le 10 février 2000, Tomko a fait partie de la transaction qui a envoyé Ken Griffey, Jr. aux Reds, alors qu'il fut échangé aux Mariners de Seattle en compagnie de Mike Cameron, Antonio Pérez et Jake Meyer.
Le 13 février 2009, le vétéran de 36 ans a signé un contrat des ligues mineures avec les Yankees de New York.
Après avoir raté la saison 2010 en raison d'une blessure, il signe en 2011 un contrat des ligues mineures avec les Rangers du Texas mais ne joue que huit parties avec eux dans la saison suivante.
Le 19 février 2012, il signe un contrat des ligues mineures avec les Reds de Cincinnati. Ne jouant qu'en ligues mineures, il est libéré par les Reds le 2 août et rejoint les Diamondbacks de l'Arizona le 12 août.